# Apostates albiclathrata
Apostates albiclathrata là một loài bướm đêm trong họ Geometridae.